# Arenas Club
Der Arenas Club de Getxo, bekannt als Arenas Club, ist ein spanischer Fußballverein aus der baskischen Stadt Getxo. Er gewann 1919 die Copa del Rey, bis 1928 der einzige nationale Fußballwettbewerb in Spanien, und erreichte drei weitere Mal das Finale (1917, 1925, 1927). Im Jahre 1928 gehörte Arenas Club zu den Gründungsmitgliedern der spanischen Fußballliga. Der Klub spielt derzeit in der Segunda División B, der dritthöchsten Spielklasse Spaniens.

## Geschichte
Der Verein aus dem Ortsteil Las Arenas in Getxo, einem noblen Vorort von Bilbao, wurde im Jahr 1909 als Arenas Football Club ins Leben gerufen, und 1912 nahm er schließlich den aktuellen Namen Arenas Club de Getxo an. Der erste große Erfolg gelang 1917, als man das Finale der Copa del Rey bestritt und dort Real Madrid (damals FC Madrid) mit 1:2 in der Verlängerung unterlag. Zwei Jahre später gelang schließlich der Sieg im spanischen Pokal, Finalgegner FC Barcelona wurde mit 5:2 bezwungen. Zwei weitere Mal konnte das Finale erreicht werden, doch beide wurden jeweils gegen den FC Barcelona bzw. Real Unión Irún verloren. 1928 war Arenas Club einer der Gründungsvereine der spanischen Fußballliga, in der höchsten Spielklasse verblieb man auch in den ersten sieben Jahren, und erreichte hierbei einen dritten Platz 1929/30 als bestes Resultat. 1935 stieg der Verein in die Segunda División ab, und konnte bis zur Gegenwart nicht mehr die höchste Spielklasse Spaniens erreichen.

## Statistik
Stand: Saisonende 2011/12
- 7 Saisons in der Primera División
- 6 Saisons in der Segunda División
- 1 Saison in der Segunda División B
- 58 Saisons in der Tercera División
- Bestes Resultat in der Primera División: 3. (1929/30)

## Erfolge
- Copa del Rey :
  - 1919: 1
- Copa-del-Rey-Finalist :
  - 1917, 1925, 1927: 3

## Spieler
- Guillermo Gorostiza (1927–1928)
- José María Zárraga (1948–1949 Jugend)

## Trainer
- Javier Clemente (1975–1976)